# Rob Cookson

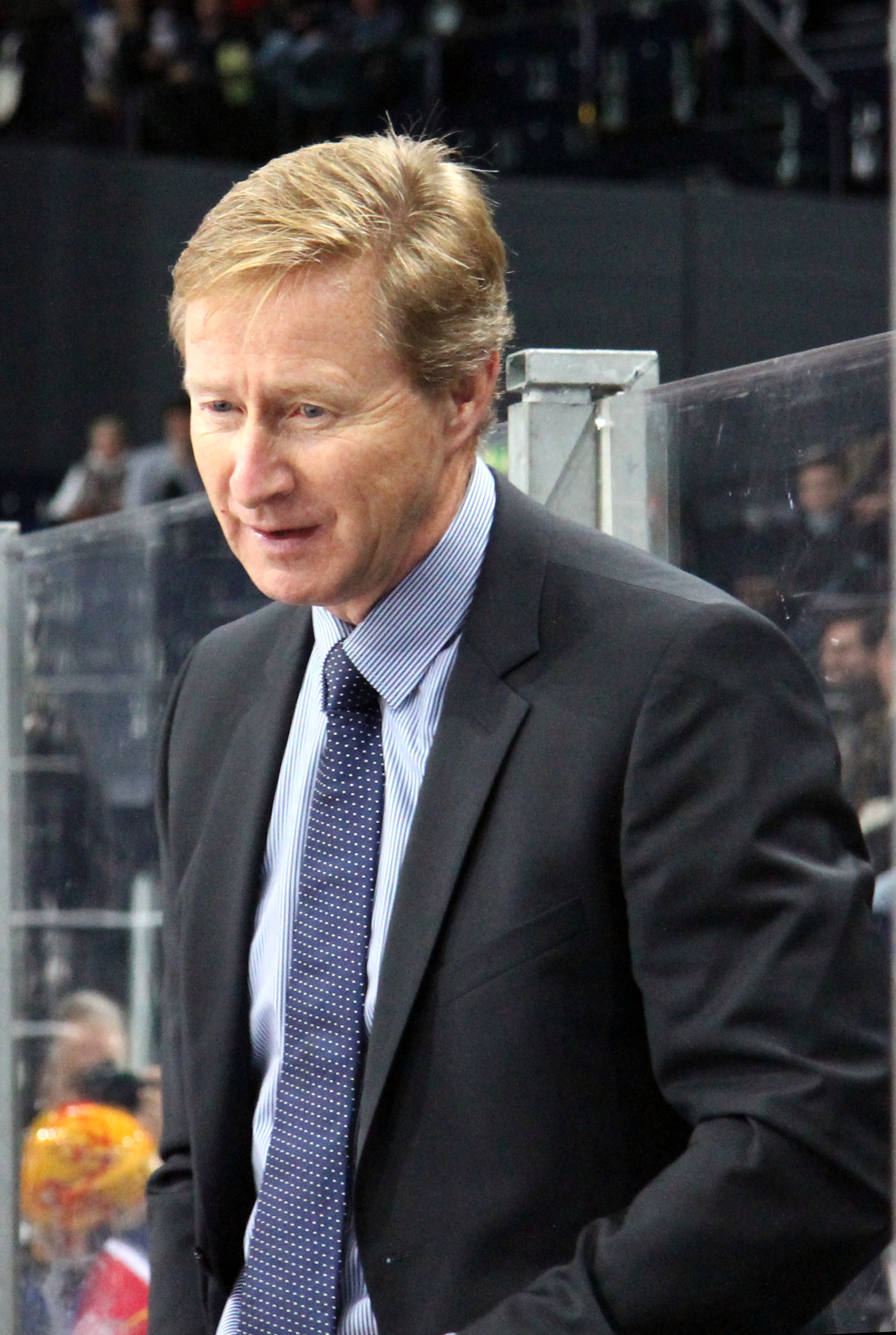
Rob Cookson im Oktober 2014

Rob Cookson (* 25. Januar 1961 in Lacombe, Alberta) ist ein kanadischer Eishockeytrainer.

## Karriere
Cookson arbeitete ab 1991 für den kanadischen Eishockeyverband und war bei diversen Nationalmannschaften als Mitglied des Trainerstabes aktiv. Seine Hauptaufgabe war die Videoanalyse und die Gegnersichtung. Er gehört als Assistenztrainer zur kanadischen Nationalmannschaft bei den Olympischen Winterspielen 1994 und 1998 sowie mehreren Weltmeisterschaften, darunter die Turniere 1997 und 2003, als Kanada jeweils den WM-Titel gewann. Darüber hinaus gewann er als Assistenztrainer mit den kanadischen Junioren-Nationalmannschaften vier Mal die Weltmeisterschaft, und zwar 1995, 1996, 1997 und 2004.
1998 wurde er von den Philadelphia Flyers aus der National Hockey League (NHL) als Videokoordinator verpflichtet. Nach drei Jahren wechselte er innerhalb der NHL zu den Calgary Flames und war dort bis 2011 als Assistenztrainer tätig.
In der Saison 2011/12 war er als Co-Trainer an der University of Calgary beschäftigt.
Ab der Saison 2012/13 arbeitete Cookson als Assistent von Cheftrainer Marc Crawford bei den ZSC Lions aus der Schweizer National League A (NLA). Mit den Lions gewann er 2014 die Schweizer Meisterschaft und 2016 den Cup-Wettbewerb. Dreimal in Folge beendete ZSC unter Crawford und Cookson die NLA-Hauptrunde auf dem ersten Tabellenrang. Nach der Saison 2015/16 erfolgte die Trennung von den Lions.
Beim Spengler Cup 2015 gehörte Cookson als Co-Trainer zum Stab der kanadischen Auswahl, die das Turnier gewann.
Im Juni 2016 wurde Cookson als Assistent in den Trainerstab des NHL-Vereins Ottawa Senators berufen. Dort war er in der Folge drei Jahre tätig, ehe er für die Saison 2019/20 keinen neuen Vertrag erhielt. Im Dezember 2019 wurde er vom schweizerischen NL-Klub HC Lugano als Assistenztrainer eingestellt. Dieses Engagement endete nach der Saison 2020/21.
Im November 2021 wurde Cookson Assistenztrainer der Chicago Blackhawks in der NHL, ein Engagement, das nach der Saison 2021/22 bereits wieder endete. Im Januar 2023 kehrte er zu den ZSC Lions in die Schweiz zurück, wo er erneut als Assistenztrainer tätig wurde. Nach zweijähriger Tätigkeit wechselte der Kanadier im Sommer 2025 in den Trainerstab des Ligakonkurrenten Lausanne HC.